# James Victor Uspensky
James Victor Uspensky (Ulan Bator, 1883 — 1947) foi um matemático russo.

## Obras
- An introduction to mathematical probability, McGraw Hill 1937
- Elementary Number Theory, McGraw Hill 1939
- Theory of Equations, McGraw Hill 1948, 1963